# Tomasz Marciniak (socjolog)
Tomasz Marciniak (ur. 5 kwietnia 1966 w Chełmnie, zm. 9 kwietnia 2015) – polski socjolog zajmujący się mniejszościami etnicznymi w Polsce (szczególnie ormiańską) oraz komiksem, związany z Zakładem Badań Kultury Instytutu Socjologii UMK. Konsultant Amnesty International.

## Życiorys
Urodził się 5 kwietnia 1966 w Chełmnie, gdzie ukończył Liceum Ogólnokształcące. Do Torunia przeniósł się w 1986 na studia. Na Uniwersytecie Mikołaja Kopernika studiował pedagogikę i socjologię, które ukończył odpowiednio w 1991 i 1994. W 1993 został wyróżniony jako najlepszy student socjologii UMK. Prywatnie lubił wędrówki i działał w PTTK.
W 1991 podjął pracę w Polskiej Akademii Nauk w Instytucie Rozwoju Wsi i Rolnictwa, która rozbudziła jego zainteresowania mniejszościami etnicznymi w Polsce.
W 1993 rozpoczął pracę, jeszcze w stopniu magistra, na stanowisku asystenta w Katedrze Socjologii na Wydziale Humanistycznym UMK. Zajmował się badaniami mniejszości etnicznych, narodowych i wyznaniowych. Pracę doktorską poświęcił mazurskim społecznościom lokalnym i małżeństwom mieszanym etnicznie.
Od 2001 organizował wyjazdy badawcze wraz ze swoimi studentami do Armenii. W 2003 w ramach grantu przebywał na miesięcznej kwerendzie w bibliotece Zakonu Mechitarystów w Wiedniu, gdzie gromadził materiały do badań nad ormiańską diasporą na świecie.
W 2004 założył, pierwsze w Europie Środkowo-wschodniej, Centrum Badań Ormiańskich, które funkcjonowało na UMK. Centrum kilkukrotnie organizowało Toruński Dwudzień Ormiański, którego zadaniem była nie tylko wymiana myśli naukowej, ale i popularyzacja kultury Armenii i Ormian. W jego ramach odbywały się spotkania środowiskowe, seminaria naukowe, prezentacje dorobku artystycznego, m.in. filmowego, ale też degustacja ormiańskich kulinariów.
Podjął się także próby uruchomienia w ramach dwumiesięcznika „Bunt Młodych Duchem”, będącego organem wydawniczym Towarzystwa Wolnej Wszechnicy Polskiej, stałej rubryki pt. Trybuna Polsko-Ormiańska, na łamach której pojawiło się kilka artykułów o tematyce ormiańskiej.
Zmarł niespodziewanie 9 kwietnia 2015. Został pochowany 16 kwietnia 2015 na cmentarzu parafialnym w Chełmnie.

### Komiks

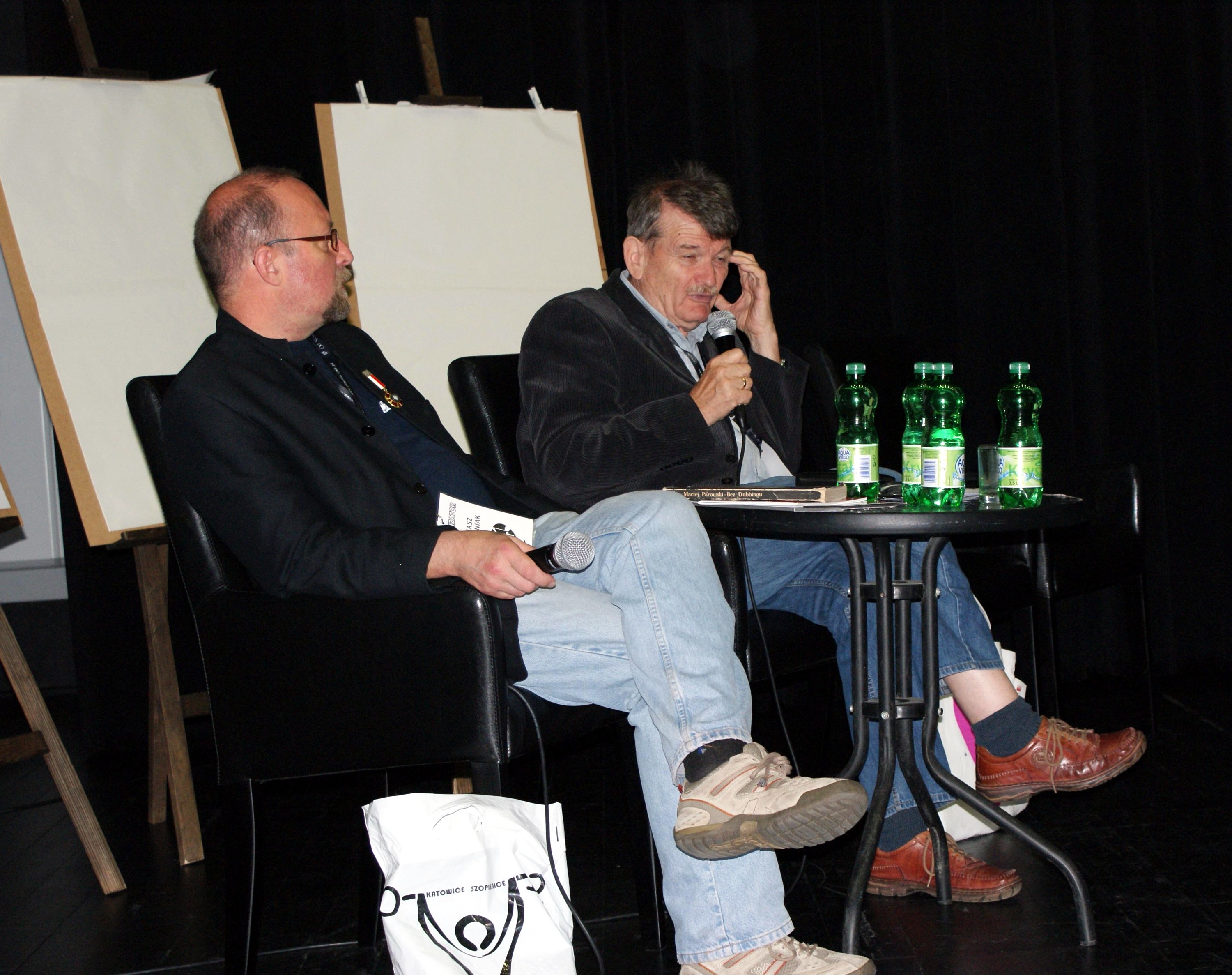
Dr Tomasz Marciniak prowadzi spotkanie autorskie z Maciejem Parowskim

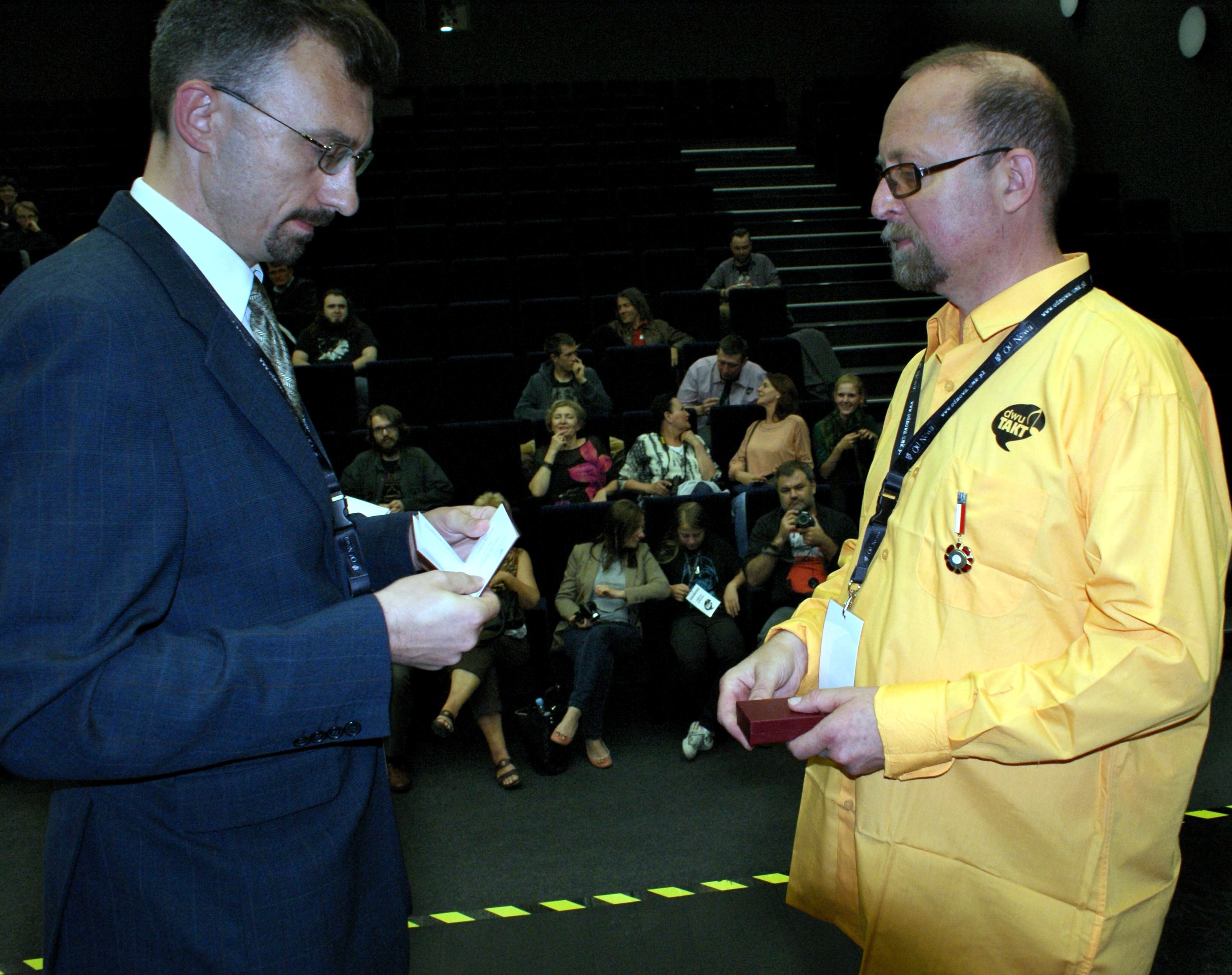
Dr Tomasz Marciniak podczas odznaczania medalem Zasłużony dla Kultury Polskiej, Toruń 2014

Drugim obszarem badawczym Marciniaka był komiks, który był też jego wielką pasją.
Należał do „ojców założycieli” współczesnego komiksu polskiego, którzy od początku lat dziewięćdziesiątych XX wieku wprowadzali ten gatunek w Polsce. Postulował naukowe podejście do tematu, próbując położyć teoretyczne podwaliny pod sztukę komiksu.
Od początku współtworzył Międzynarodowy Festiwal Komiksu i Gier w Łodzi, wielokrotnie też zasiadał w jury konkursowym.
Był współtwórcą Asocjacji Komiksu w Toruniu – nieformalnej grupy zrzeszającej twórców i miłośników komiksu. Wielokrotnie publikował w zinie wydawanym przez Asocjację – AKT.
Wspólnie z Wojciechem Łowickim był także współtwórcą Festiwalu Kultury Popularnej DwuTakt w Toruniu.
Współpracował z magazynami gdzie publikował artykuły i felietony, m.in. AQQ (gdzie miał m.in. stałą rubrykę „Moje parę krótkich dymków”), Zeszytami Komiksowymi, Krakers, Przekrój.
Był autorem scenariuszy krótkich form dla wielu uznanych twórców komiksowych, m.in. Bohdana Butenki, Szarloty Pawel, Andrzeja Janickiego, Piotra Kowalskiego, Tomasza Niewiadomskiego
W 2014 odznaczony medalem Zasłużony dla Kultury Polskiej za działalność na rzecz kultury przez Ministerstwo Kultury i Dziedzictwa Narodowego.
W 2015 pośmiertnie odznaczony największym wyróżnieniem w dziedzinie komiksu – Doktoratem Humoris Causa, czyli Nagrodą im. Papcia Chmiela.
Od 2016 w ramach toruńskiego Festiwalu Kultury Popularnej DwuTakt, przyznawana jest Nagroda im. Dra Tomasza Marciniaka, za najwartościowsze teksty naukowe i popularnonaukowe z dziedziny komiksu.